# Visby (Tønder Kommune)
 For alternative betydninger, se Visby (flertydig). (Se også artikler, som begynder med Visby)
Visby (tysk: Wiesby) er en landsby beliggende i Visby Sogn nordøst for Højer i Sønderjylland med 349 indbyggere  (2024). Landsbyen ligger i Tønder Kommune og tilhører Region Syddanmark.
I Visby findes bl.a. Visby Kirke, forsamlingshus, købmand og benzinstation.
Omtrent to km nordvest for Visby findes Trøjborg Slotsruin.